# NGC 1841
NGC 1841 (również GCL 8 lub ESO 4-SC15) – gromada kulista, znajdująca się w gwiazdozbiorze Góry Stołowej. Odkrył ją John Herschel 19 stycznia 1836 roku. Mimo że na niebie dzieli ją aż 15 stopni kątowych od Wielkiego Obłoku Magellana, prawdopodobnie jest z nim fizycznie związana, gdyż położona jest w podobnej co on odległości od Ziemi (ok. 160 tys. lat świetlnych), a jednocześnie znajduje się czterokrotnie bliżej Obłoku niż naszej Galaktyki.